# Liste der Bischöfe von Viviers
Die folgenden Personen waren Bischöfe von Viviers (Frankreich):
- Januarius
- Septimius
- Maspicianus
- Melanius I.
- um 407 bis um 411: Avolus
- um 411 bis um 431: Auxonius
- um 452 bis um 463: Eulalius
- um 486 bis um 500: Lucianus
- um 507: Valerius
- um 517 bis um 537: Venantius
- Rusticus
- um 549: Melanius II.
- Eucherius
- Firminus
- Aulus
- Eumachius
- um 673: Longin
- Johannes I.
- Ardulfus
- um 740: Arconce
- Eribald
- um 815: Thomas I.
- um 833: Tengrin
- um 850: Celse
- um 851: Bernoin
- um 875: Etherius
- um 892: Rostaing I.
- um 908: Richard
- um 950: Thomas II.
- um 965 bis um 970: Rostaing II.
- um 974: Arman I.
- um 993: Pierre
- 1014–1041: Arman II.
- 1042–1070: Gérard
- 1073–1095: Johannes II. de Toscanella
- 1096–1119: Leodegarius
- 1119–1124: Atton
- 1125–1131: Pierre I.
- 1133–1146: Josserand de Montaigu
- 1147–1155: Guillaume I. (siehe Haus Poitiers-Valentinois)
- 1157–1170: Raymond d’Uzès
- 1171–1173: Robert de La Tour du Pin
- 1174–1206: Nicolas
- 1206–1220: Burnon
- 1220–1222: Guillaume II.
- 1222–1242: Bermond d’Anduze
- 1244–1254: Arnaud de Vogüé
- 1255–1263: Aimon de Genève
- 1263–1291: Hugues de La Tour du Pin
- 1292–1296: Guillaume III. de Falguières
- 1297–1306: Aldebert de Peyre
- 1306–1318: Louis I. de Poitiers (Haus Poitiers-Valentinois)
- 1319–1322: Guillaume IV. de Flavacourt
- 1322–1325: Pierre II. de Mortemart
- 1325–1326: Pierre III. de Moussy
- 1326–1330: Aymar de La Voulte
- 1331–1336: Henri de Thoire-Villars
- 1336–1365: Aymar de La Voulte (2. Mal)
- 1365–1373: Bertrand de Châteauneuf
- 1373–1375: Pierre IV. de Sarcenas
- 1376–1383: Bernard d’Aigrefeuille (siehe Haus Rogier de Beaufort)
- 1383–1385: Jean de Brogny
- 1385–1386: Olivier de Poitiers
- 1387–1388: Pietro Pileo di Prata
- 1389–1406: Guillaume V. de Poitiers
- 1406–1442: Jean III. de Linières
- 1442–1454: Guillaume-Olivier de Poitiers
- 1454–1477: Hélie de Pompadour
- 1477–1478: Giuliano della Rovere
- 1478–1497: Jean IV. de Montchenu
- 1498–1542: Claude de Tournon
- 1542–1550: Charles Ier de Tournon
- 1551–1554: Simon de Maillé-Brézé (dann Erzbischof von Tours)
- 1554–1560: Jacques-Marie Sala
- 1560–1565: Alessandro Farnese der Jüngere
- 1565–1571: Eucher de Saint-Vital
- 1571–1572: Pierre V. d’Urre
- 1573–1621: Jean V. de L’Hôtel
- 1621–1690: Louis II. de La Baume de Suze
- 1690–1713: Antoine de La Garde de Chambonas
- 1713–1723: Martin de Ratabon
- 1723: Etienne-Joseph I. de La Fare-Monclar (dann Bischof von Laon)
- 1723–1748: François-Renaud de Villeneuve (dann Bischof von Montpellier)
- 1748–1778: Joseph-Robin Morel de Mons
- 1778–1805: Charles II. de La Font de Savine
- 1801–1822: Sedisvakanz
- 1823–1825: André Molin
- 1825–1841: Abbon-Pierre-François Bonnel de la Brageresse
- 1841–1857: Joseph-Hippolyte Guibert OMI (dann Erzbischof von Tours, später Erzbischof von Paris und Kardinal)
- 1857–1876: Louis III. Delcusy
- 1876–1923: Joseph-Michel-Frédéric Bonnet
- 1923–1930: Etienne-Joseph II. Hurault (dann Bischof von Nancy)
- 1931–1937: Pierre-Marie Durieux (dann Erzbischof von Chambéry)
- 1937–1965: Alfred Couderc (dann Titularbischof von Bamaccora)
- 1965–1992: Jean VI. Hermil
- 1992–1998: Jean Bonfils SMA (dann Bischof von Nizza)
- 1999–2015: François Blondel
- 2015–2023: Jean-Louis Balsa (dann Erzbischof von Albi)
- seit 2024: Hervé Giraud